# Jacques Arsène d’Arsonval

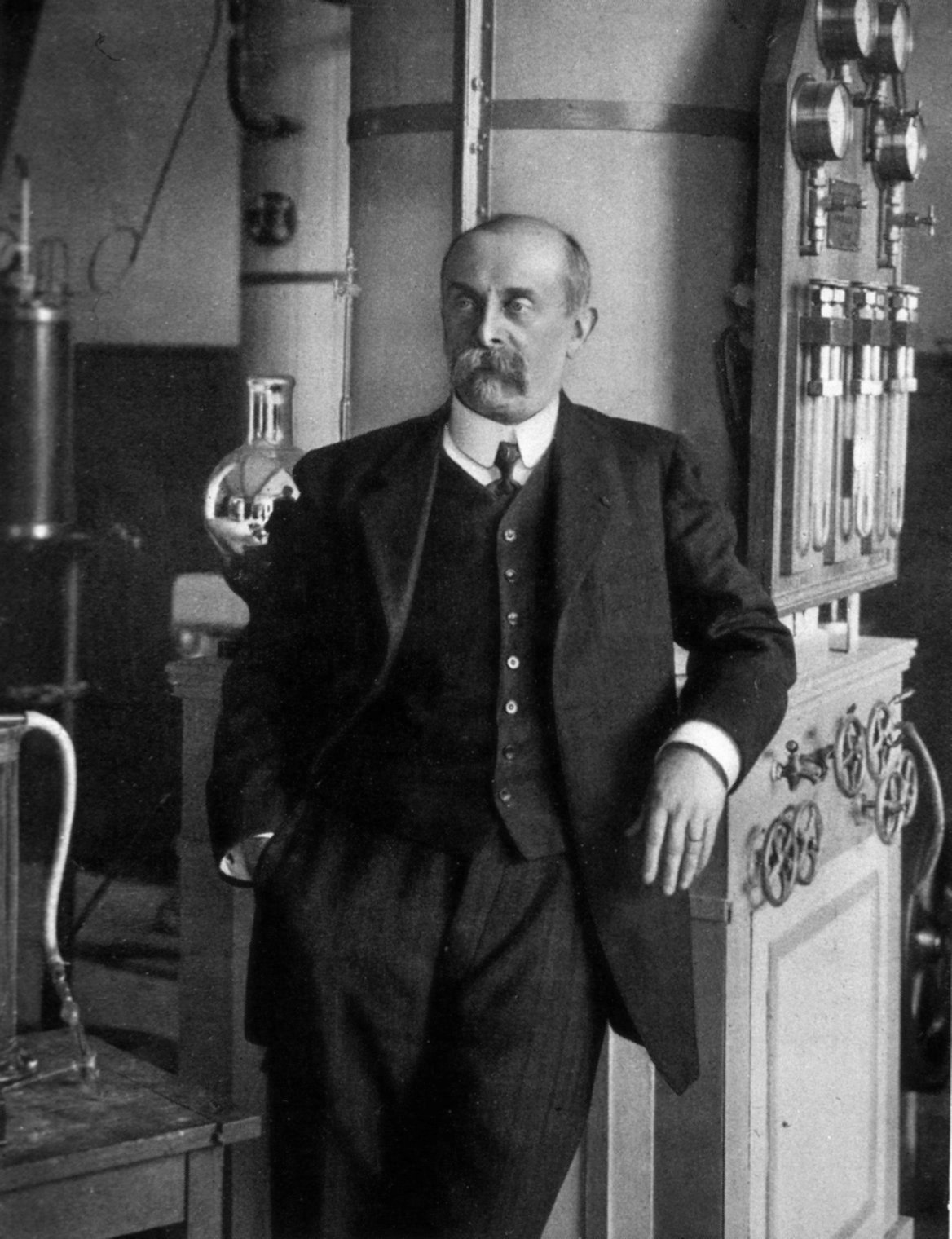
Jacques Arsène d’Arsonval

Jacques Arsène d’Arsonval (* 8. Juni 1851 in La Porcherie, Département Haute-Vienne; † 31. Dezember 1940 (nach anderen Angaben: 13. Dezember 1940) ebenda) war ein französischer Physiker. Er führte 1887 die Hochfrequenzströme in die Therapie ein.

## Leben
Jacques Arsène d’Arsonval studierte an den Universitäten Poitiers und Paris. Er studierte auch Medizin. Ob er als Arzt praktizierte, ist unbekannt, er arbeitete jedoch als Präparator bei Claude Bernard und führte mit Charles-Édouard Brown-Séquard Experimente zur Physiologie der Atmung  durch. Die Doktorwürden erhielt er 1877. 1894 bekam er in Paris seine Professur verliehen.
Er arbeitete vor allem auf dem Gebiet der Elektrophysiologie und Diathermie, seine Anwendungen von Hochfrequenz führten zum damaligen Begriff einer d’Arsonvalisation. Die Hochfrequenzströme hatte er 1887 in die Therapie eingeführt. Er ist der Erfinder des Hitzdrahtamperemeters (D’Arsonval-Galvanometer). Zusammen mit Paul Marie Oudin erfand er die Oudinspule zur Erzeugung von Hochspannung. Er war auch an der Einführung des Telefons in Frankreich beteiligt und arbeitete auf dem Gebiet der Wärmelehre. Die Idee eines Meereswärmekraftwerks geht auf einen Vorschlag d’Arsonvals aus dem Jahre 1881 zurück. Auch die Verflüssigung von Gasen und Flüssigluftsprengstoff war eines seiner Arbeitsgebiete.
Seit 1894 war er Mitglied der Académie des sciences.
Ein Mondkrater ist nach ihm benannt.